# Langeac
Langeac is een Franse gemeente, gelegen in het departement Haute-Loire in de regio Auvergne-Rhône-Alpes. De gemeente telde 3.433 inwoners op 1 januari 2022.

## Geschiedenis
Langeac ontwikkelde zich langs wegen van Lyon naar Bordeaux en van Clermont naar Nice aan een doorwaadbare plaats aan de Allier.
De kapittelkerk van Saint-Gal werd in de 12e eeuw gebouwd uit lokale vulkanische steen, gewonnen op de colline St Roch. Langeac ontwikkelde zich al stad tegen het midden van de 13e eeuw. Er werden wijn, rogge, tarwe, hennep en vee verhandeld. De natuurlijke grotten onder de stad (cavea) werden gebruikt om goederen te stockeren. De stad werd beschermd vanaf de 13e eeuw door een stadsmuur, waarin de kerk van Saint-Gal werd geïntegreerd.
Aan het hoofdplein, de huidige place de la Liberté, lagen de kerken van Saint-Gal en Notre-Dame, het kasteel van de heren van Langeac en het huis waar de consul van de stad zetelde.
De Allier was maar een deel van het jaar doorwaadbaar. Daarbuiten gebeurde de overzet met een pont. In de 14e eeuw werd er een stenen brug met zeven bogen gebouwd. Een eerste brug sneuvelde al na enkele jaren bij een overstroming en werd herbouwd in 1388. In 1421 werd de brug deels vernield bij een overstroming. In 1585 werd de brug weer opgebouwd maar regelmatig verdwenen enkele bogen bij nieuwe overstromingen. Dit werd provisorisch hersteld in hout. In 1621 werd de brug bijna volledig vernield en tot 1833 werd weer met een pont gewerkt. In dat jaar werd een hangbrug met een overspanning van 62,5 m geopend. Deze brug werd vernield bij een overstroming in 1846 en in 1848 werd een nieuwe, hogere brug gebouwd. Ook deze brug werd vernield bij een overstroming in 1866. In 1874 werd een nieuwe brug geopend. In 1929 werd de bredere pont Alexandre Bertrand geopend.

## Geografie
De oppervlakte van Langeac bedroeg op 1 januari 2022 33,94 vierkante kilometer; de bevolkingsdichtheid was toen 101,1 inwoners per km². De plaats ligt in het dal van de Allier.
De onderstaande kaart toont de ligging van Langeac met de belangrijkste infrastructuur en aangrenzende gemeenten.

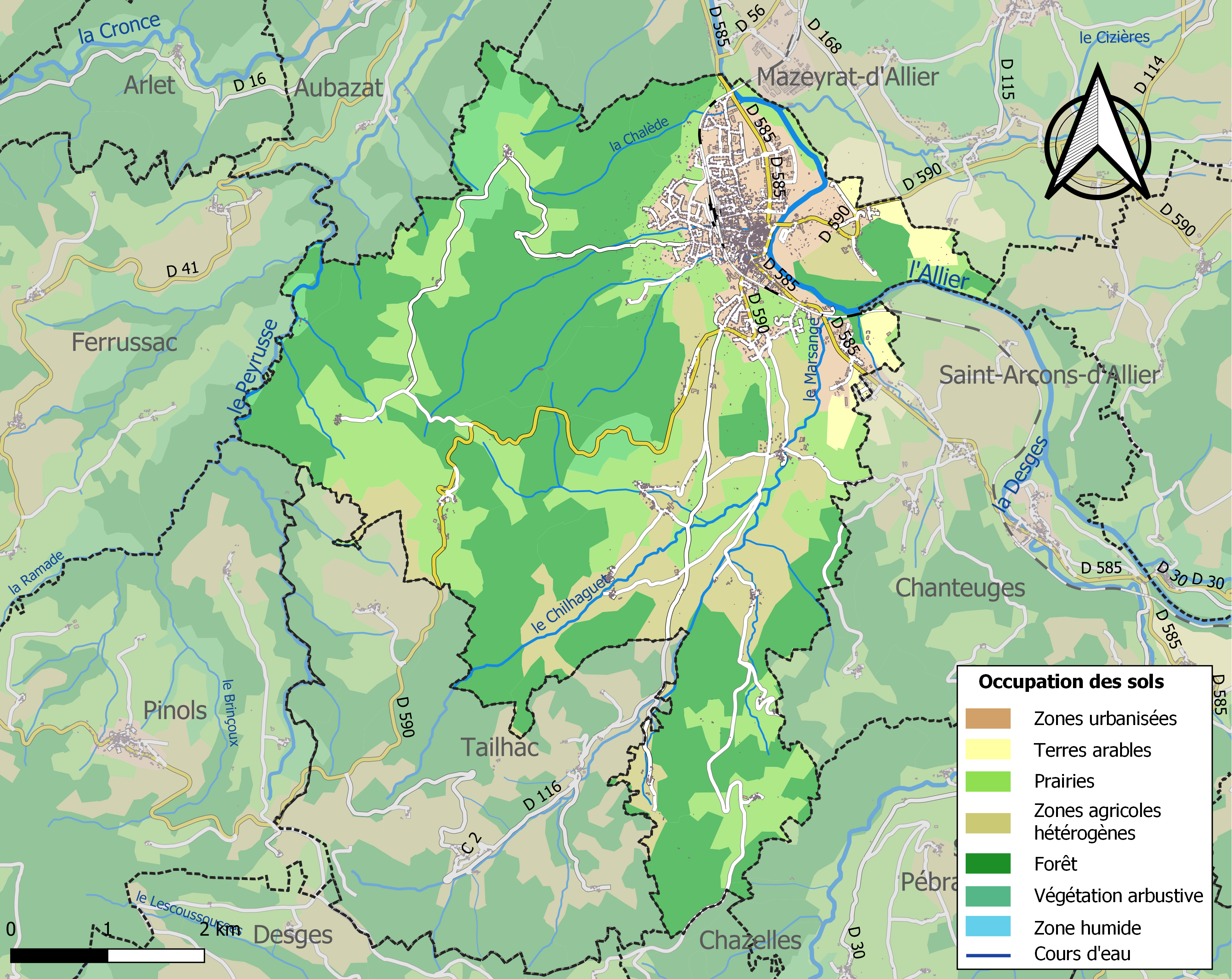

## Demografie
Onderstaande figuur toont het verloop van het inwonertal (bron: INSEE-tellingen).